# Tenshinhan
Tenshinhan (天津飯?), Tensing nell'edizione italiana dell'anime, è un personaggio del manga Dragon Ball di Akira Toriyama. Egli compare anche nelle varie opere derivate, tra cui le serie televisive anime Dragon Ball, Dragon Ball Z, Dragon Ball GT e Dragon Ball Super, i film, gli OAV e numerosi videogiochi.
Personaggio inizialmente ostile, succube del suo maestro, l'Eremita della Gru, Tenshinhan è un antagonista di Son Goku, ma successivamente, anche grazie ai consigli del Maestro Muten, decide di mettere al servizio del bene le sue abilità e si unisce al gruppo di Goku, diventandone un buon amico.

## Ispirazione e creazione
Il personaggio di Tenshinhan si ispira a Erlang Shen (二郎神?), uno dei personaggi de Il viaggio in Occidente (Saiyuki in giapponese). Il nome Tenshinhan, invece, deriva dal Tenshindon, un piatto cinese e giapponese.
Nonostante Toriyama lo identifichi come un terrestre sia nel manga sia nell'anime, nei Daizenshuu viene menzionato che Tenshinhan discende dalla razza aliena dei Tre-Occhi (三つ目族?, Triclopi) e proprio per questo possiede un'incredibile forza combattiva e delle abilità speciali impossibili da realizzare per esseri umani, come, ad esempio, la Tecnica dei Quattro Corpi e quella denominata Shiyōken (残像拳?, Tecnica delle Quattro Braccia).

## Biografia

### Antefatti
Tenshinhan, insieme con il suo migliore amico Jiaozi, è uno degli allievi dell'Eremita della Gru, rivale del Maestro Muten. Sin da ragazzo viene sottoposto a massacranti e crudeli allenamenti, con l'obiettivo di diventare un sicario professionista e seguire le orme del suo maestro e del fratello di quest'ultimo, Taobaibai.

### Dragon Ball
Nel manga, Tenshinhan fa la sua prima apparizione in occasione del 22º Torneo Tenkaichi. Nell'anime, invece, viene presentato in un episodio filler precedente all'inizio del torneo. In questo episodio, lui e Jiaozi salvano, in cambio di denaro, gli abitanti di alcuni villaggi dalla minaccia del mostro Inoshika. Son Goku raggiunge uno di questi villaggi e scopre che gli allievi della Gru sono in realtà in combutta con il mostro. Denunciati dal bambino, Tenshinhan e Jiaozi si danno alla fuga e ricompaiono, come nel manga, in occasione del torneo. Istigato a uccidere gli allievi del Maestro Muten e vincere il torneo, Tenshinhan comincia il torneo dando sfogo alle proprie abilità e alla propria crudeltà: prima spezza la gamba a uno svenuto Yamcha solo per dispetto, poi fronteggia il Maestro Muten, sotto le mentite spoglie di un lottatore di nome Jackie Chun; il combattimento si conclude con il ritiro di Muten (che ammette candidamente che se avesse continuato, pur combattendo sul serio, avrebbe perso comunque), il quale riesce a insinuare nella mente di Tenshinhan, che lo aveva raggiunto in cerca di delucidazioni, un dubbio: «Non diventerai mai un vero malvagio. Altrimenti non saresti venuto qui a farmi spiegare cose simili». Arrivato in finale, Tenshinhan affronta il piccolo Goku, responsabile della morte di Taobaibai. Desideroso di vendicare il suo senpai, Tenshinhan incomincia a combattere ma durante la sfida l'Eremita della Gru ordina a Jiaozi di utilizzare i suoi poteri telepatici per immobilizzare Goku. Questo gesto fa comprendere a Tenshinhan la vera natura del proprio maestro e, dopo aver esortato Jiaozi a liberare Goku, ammette di volersi lasciare alle spalle la vendetta e di vincere lealmente. Nell'epilogo del torneo, Tenshinhan vince ma solo per sfortuna di Goku, il quale arriva prima a terra schiantandosi contro un camion.
Dopo il torneo, a seguito del ritorno del malvagio Grande Mago Piccolo, Tenshinhan si unisce a Goku nella lotta contro la nuova minaccia. Insieme con il Maestro Muten e Jiaozi parte alla ricerca delle sfere del drago per anticipare Piccolo (che brama anche lui le sfere). Intanto Muten decide di usare sul demone la Mafuuba, tecnica già usata dal suo maestro Mutaito per sigillarlo, ma fallisce e muore a causa dell'eccessivo consumo di energia. Poco dopo anche Jiaozi viene ucciso, mentre Tenshinhan, che era stato narcotizzato da Muten proprio per non intervenire nello scontro, sopravvive e decide di imparare a sua volta la Mafuba per sigillare Piccolo. Il guerriero, però, non riesce a utilizzarla in battaglia perché, una volta arrivato dinanzi a Piccolo, si accorge che il contenitore, necessario per imprigionare il demone, ha subito dei danni ed è quindi inutilizzabile. Prossimo alla sconfitta per mano di Tamburo, uno dei servitori di Piccolo, Tenshinhan viene salvato all'ultimo istante da Goku che, potenziatosi con l'acqua del dio maestoso, riesce alla fine a sconfiggere il demone e a salvare il mondo. Poco dopo, Tenshinhan, insieme con Jiaozi, Crilin e Yamcha, decide di perfezionare le proprie abilità scalando la Torre di Karin.
Tre anni dopo, diventato ormai amico di Goku e di tutti gli allievi del Maestro Muten, Tenshinhan partecipa al 23º Torneo Tenkaichi, nel quale scopre che il suo senpai Taobaibai è sopravvissuto e ha intenzione di ucciderlo perché ha tradito la scuola della Gru. I due si affrontano nei quarti di finali, dove Tenshinhan surclassa nettamente il suo avversario, sconfiggendolo e intimando sia a lui sia all'Eremita della Gru di sparire per sempre. Nel turno successivo, Tenshinhan affronta Goku in una riedizione della finale di tre anni prima, sorprendendo l'avversario con la sua nuova tecnica, lo Shi Shin No Ken, grazie alla quale crea tre copie di lui, ma Goku nonostante lo svantaggio numerico riesce ad avere la meglio infatti Tenshinhan questa volta esce sconfitto dal combattimento. Nel prosieguo del torneo rimane in disparte, assistendo alla finale tra Piccolo e Goku e alla vittoria di quest'ultimo.

### Dragon Ball Z
Cinque anni dopo, Tenshinhan vive un'esistenza tranquilla con Jiaozi e Lunch, continuando comunque ad allenarsi. Messo al corrente della morte di Goku e dell'imminente arrivo dei malvagi Saiyan sulla Terra, Tenshinhan, insieme con Crilin, Yamcha, Jiaozi e Yajirobei, si allena al cospetto di Dio per diventare più forte. Una volta che i Saiyan giungono sulla Terra, Tenshinhan si reca sul campo di battaglia ma, nonostante riesca a sconfiggere uno dei Saibaimen, viene nettamente sopraffatto da Nappa che gli amputa un braccio. Dopo il vano sacrificio di Jiaozi, che si era fatto esplodere per uccidere Nappa, Tenshinhan, scosso emotivamente per la perdita del suo migliore amico, scaglia un potente Kikoho per eliminare il Saiyan, prima di esalare l'ultimo respiro. Ma anche questo tentativo fallisce nel suo obbiettivo, poiché Nappa sopravvive, sebbene con qualche graffio e con la tuta da battaglia danneggiata.
Nell'aldilà Tenshinhan, insieme con Piccolo, Yamcha e Jiaozi, riesce a mantenere il suo corpo e si allena al cospetto di Re Kaioh del Nord, il quale lo tiene al corrente degli avvenimenti sul pianeta Namecc (compreso lo scontro tra Goku e Freezer). Nell'anime, Tenshinhan dimostra i suoi miglioramenti affrontando da solo e sconfiggendolo Jeeth e Butter della Squadra Ginew. Dopo la sconfitta di Freezer, infine, viene resuscitato con le sfere del drago namecciane.
Un anno dopo la distruzione di Namecc e dopo la sconfitta di Freezer (sopravvissuto all'esplosione di Namecc) e di suo padre Cold per mano di un ragazzo venuto dal futuro (il quale si scoprirà essere Trunks, figlio di Vegeta e di Bulma), Tenshinhan scopre da quest'ultimo che di lì a tre anni sarebbe morto a causa di due cyborg, creature costruite dal Dr. Gelo, ultimo superstite del Red Ribbon, intento a vendicarsi di Goku. Così, Tenshinhan decide di allenarsi per affrontare la minaccia, ma i suoi sforzi non saranno sufficienti. Egli, infatti, viene sconfitto facilmente da Numero 17 ma riesce comunque a dimostrare la propria utilità durante la battaglia contro Cell al secondo stadio, scagliando più volte contro quest'ultimo lo Shin-Kikōhō per impedirgli di assorbire Numero 18. Dopo aver esaurito le forze ed essere sul punto di essere ucciso, Tenshinhan è provvidenzialmente salvato dall'intervento di Goku che lo teletrasporta al Santuario di Dio. In seguito partecipa al Cell Game (sebbene solo come spettatore), affrontando i Cell Jr., i figli di Cell, prima di essere salvato da Son Gohan. Nell'anime, durante l'epilogo della battaglia tra Cell e Gohan, Tenshinhan cerca di indebolire il cyborg attaccandolo alle spalle insieme con Piccolo, Yamcha e Crilin; l'intervento si rivela inefficace visto che Cell si sbarazza dei quattro guerrieri soltanto con la propria aura. Dopo la morte di Cell e la resurrezione di tutte le sue vittime, Tenshinhan si congeda dai propri amici, ammettendo che forse non si rivedranno più.
Infatti, anni dopo, Tenshinhan non partecipa al 25º Torneo Tenkaichi e, dopo essere sopravvissuto ai ripetuti attacchi di Majin Bu, ricompare a sorpresa durante la battaglia tra il demone rosa e Gohan. In quest'occasione, dopo aver salvato Gohan, viene sconfitto con un semplice calcio da Majin Bu e muore, poco dopo, nell'esplosione della Terra causata dal mostro. Poco dopo viene riportato in vita assieme al resto dell'umanità tramite un desiderio espresso con le sfere del drago namecciane e dona, insieme con il resto dei terrestri, la sua energia alla Genkidama di Goku, che causerà la sconfitta di Majin Bu.

### Dragon Ball Super
Qualche tempo dopo la sconfitta di Majin Bu, Tenshinhan viene invitato alla festa di compleanno di Bulma, dove si ritrova, a suo malgrado, a dover fronteggiare la minaccia del Dio della distruzione Beerus. Tuttavia né lui né gli altri guerrieri riescono a impensierire la divinità che, alla fine, decide di risparmiare la Terra dopo aver combattuto contro Goku.
Un anno e mezzo dopo, Tenshinhan percepisce l'aura di Freezer, resuscitato con le sfere del drago, e si precipita sul luogo dell'atterraggio del tiranno spaziale. Qui, insieme con Piccolo, Gohan, Crilin e il Maestro Muten (nel film si aggiunge anche Jaco), affronta e sconfigge l'intero esercito di Freezer, prima di essere a sua volta battuto da Ginew, trasferitosi nel corpo di Tagoma.
Partecipa, ma solo come spettatore, al torneo tra il Sesto e il Settimo Universo. In seguito Goku lo integra nella squadra del Settimo Universo per il Torneo del Potere, una battle royale nel quale gli 80 guerrieri più forti, provenienti da otto dei dodici universi, si scontrano per decidere le sorti delle loro vite e anche dei loro universi di appartenenza. Mentre Goku, Vegeta, 17, 18 e Freezer rifiutano di fare gioco di squadra, Tenshinhan asseconda la tattica di Gohan e decide di combattere in gruppo insieme con quest'ultimo, Piccolo, Crilin e Muten: consapevole di non essere particolarmente potente, predilige le tecniche e il lavoro di squadra alla mera forza. Nel manga il gruppo viene separato da Magetta e i tre terrestri subiscono l'attacco di Frost, che elimina Crilin e combatte con Muten e Tenshinan: il guerriero prova a sconfiggere l'avversario con un Kikoho, ma la tecnica non è sufficiente e il nemico riesce ad eliminarlo. Si scoprirà in seguito che la sua eliminazione era prevista in un piano di Freezer per sfruttare Frost e fargli eliminare vari nemici prima di sconfiggerlo. Nell'anime aiuta Muten a sconfiggere The Preecho del Terzo Universo, eliminandolo con un accanito gioco di squadra. Per aiutare Gohan e Piccolo affronta poi Harmira del Secondo Universo, riuscendo a sconfiggerlo. Quest'ultimo, dopo essere stato messo alle strette, approfitta una distrazione del terrestre per gettarlo fuori dal ring. Tenshinhan riesce comunque a pareggiare i conti, ordinando alle sue tre copie di Shi Shin No Ken di attaccare Hermira e di condurlo verso l'eliminazione. Successivamente assiste dagli spalti al prosieguo del torneo, supportando i propri compagni di squadra, e, dopo la vittoria del Settimo Universo e la ricreazione di tutti gli universi sconfitti, Tenshinhan fa ritorno sulla Terra.
Quando l'esercito di Molo giunge sulla Terra, Tenshinhan affronta l'esercito invasore insieme a Piccolo, Gohan, Crilin, Muten, Yamcha, Jiaozi, 18 e 17: in particolare combatte con il possente metalman Bikkura Quoitur insieme a Jiaozi. Una volta sconfitto l'avversario, i due aiutano Yamcha, in difficoltà contro Zauyogi, braccio destro di Saganbo: combattendo insieme i tre riescono a trattenerlo in tempo fino all'arrivo decisivo di Goku.

### Dragon Ball GT
Tenshinhan, insieme con l'amico Jiaozi, compare solo in tre occasioni, senza avere un ruolo parlato: prima sul pianeta Plant, poi alla festa alla Capsule Corporation per festeggiare la sconfitta di Baby, e infine nell'ultimo episodio, quando scorge Goku allontanarsi in cielo con il drago Shenron.

## Descrizione

### Aspetto fisico
Tenshinhan è un uomo calvo, alto, muscoloso, con gli occhi neri e presenta una particolarità estranea a qualsiasi essere umano: possiede un terzo occhio che, secondo i Daizenshuu, ha ereditato dai suoi antenati alieni, la razza Tre-Occhi. Nel corso dello scontro con Taobaibai al 23º Torneo Tenkaichi, Tenshinhan si procura sul petto una vistosa cicatrice, che resterà visibile per tutta la serie.
Per tutta la serie indossa solo ed esclusivamente divise di arti marziali, dette Gi. Alla sua primissima apparizione indossa la classica divisa della scuola della Gru, ovvero una casacca lunga e verde, sulla quale è cucito il kanji Hok (鶴??, letteralmente "gru"). Quando invece è impegnato nei combattimenti, Tenshinhan indossa delle magliette senza maniche di colore bianco, pantaloni verdi (solo durante il 22º Torneo Tenkaichi sono scuri), cintura rossa, polsiere verdi e scaldamuscoli gialli. Solitamente lo si vede combattere a petto nudo. Contro i cyborg, invece, indossa una tunica verde che gli lascia scoperto il pettorale destro. Contro Majin Bu e in Dragon Ball GT sfoggia una divisa completamente diversa: maglia blu, pantalone e mantello bianco, cintura rossa, polsiere blu e stivali neri. In Dragon Ball Super, invece, indossa vestiti molto più tradizionali che ricalcano la cultura cinese, su cui è inciso il kanji ten (天?, letteralmente "cielo").

### Personalità
Tenshinhan, nelle sue prime apparizioni, era un guerriero arrogante e spietato, intenzionato a seguire le orme del suo senpai Taobaibai e diventare un assassino professionista. Ciò era dovuto agli insegnamenti dell'Eremita della Gru, suo maestro, che, oltre a sottoporlo a crudeli e massacranti allenamenti, gli aveva sempre insegnato a utilizzare le sue abilità per scopi loschi e disonesti. Durante il 22º Torneo Tenkaichi, tuttavia, Tenshinhan cambia la propria natura, decidendo di lasciarsi alle spalle gli insegnamenti del proprio maestro e diventare un onesto atleta di arti marziali. Da questo momento in poi mette la sua forza al servizio del bene, diventando un buon amico di Son Goku e del resto del gruppo e mettendo più volte a repentaglio la sua vita per proteggere la Terra, nemmeno quando si rende conto di non avere speranze di vittoria contro i nemici di turno. Nonostante questo rimane un personaggio molto introverso e solitario che preferisce vivere in luoghi isolati per affinare le sue tecniche di combattimento.
Il migliore amico di Tenshinhan è Jiaozi. Molto attaccato al suo amico, non lo lascia quasi mai da solo e, durante lo scontro con Nappa, è arrivato persino a sacrificarsi pur di seguirlo nell'aldilà. Lunch, ma solo la versione bionda, si innamora di lui alla fine del torneo, dichiarando di adorare «i tipi selvaggi come lui». I due non si fidanzano a causa della loro timidezza, ma danno spesso prova di affetto reciproco. Dopo il 23º Torneo Tenkaichi, Lunch va a vivere con Tenshinhan ma, almeno nel manga, non si conosce nulla sul loro rapporto. Nell'anime, invece, scopriamo che i due, insieme a Jiaozi, vivono in una casetta all'estremità di una cascata, ma sembrano in totale disaccordo su tutto: Lunch pensa esclusivamente ai soldi, mentre Tenshinhan dedica anima e corpo agli allenamenti.
In Dragon Ball Super, ma solo nella serie animata, si scopre che Tenshinhan ha aperto un dojo con molti allievi al seguito. In questa occasione lo si vede nell'inedita veste di insegnante severo e giusto che attende con pazienza i progressi dei suoi allievi.

### Abilità
Già alla sua prima apparizione Tenshinhan possiede una forza sovrumana e pratica perennemente le arti marziali. Grazie al suo terzo occhio è in grado di osservare perfettamente le mosse dell'avversario anche a grande velocità (almeno fino allo scontro tra Son Goku e il Grande Mago Piccolo) e può copiare le tecniche altrui dopo averle viste una volta sola.
Tenshinhan, inoltre, è uno dei primi personaggi, se non il primo, a utilizzare il Taiyoken (太陽拳?, Colpo del Sole), che permette di accecare temporaneamente l'avversario, la Bukujutsu (舞空術?, Bukujutsu), che permette di fluttuare nell'aria, l'Haikyuken (排球拳?, Haikyū-ken,  letteralmente Tecnica della Pallavolo), che consiste nell'utilizzare l'avversario come un pallone da pallavolo, e lo Shi Shin No Ken (四身の拳?, Shi Shin No Ken), che gli permette di dividersi in quattro corpi.
Le principali tecniche di Tenshinhan, però, sono la Dodonpa (どどん波?, Dodon Pa, chiamata anche Onda Distruttiva o Onda Dodon) e soprattutto il Kikōhō (気功砲?, Cannone dell'anima), un'ondata di energia arancione di sezione quadrangolare dall'enorme forza impulsiva; questa tecnica, seppur sia quella maggiormente usata dal personaggio, è molto rischiosa perché deteriora chi la utilizza. Durante la battaglia contro Cell, Tenshinhan perfeziona il Kikōhō creando lo Shin-Kikōhō. Tra le altre tecniche usate vanno menzionate la Kamehameha (かめはめ波?,  Kamehameha, Onda Energetica nell'adattamento dell'anime italiano) (appresa durante il 22º Torneo Tenkaichi e utilizzata in una sola occasione), la Mafuuba (魔封波?, lett. Onda dell'argimento demoniaco), e lo Shiyōken (残像拳?, Tecnica delle quattro braccia), in italiano denominato come Colpi della dea Kali da Jiaozi, che gli permette di creare nel suo corpo due braccia in più. Inoltre, nel videogioco Dragon Ball Z: Budokai 2, Tenshinhan può utilizzare la tecnica nota come fusione (融合?, Yūgō) con Yamcha per dar vita a Tiencha. Due altre tecniche molto efficaci, che utilizzerà durante lo scontro con Yamcha, sono la Camicia di ferro, con il quale riesce a incassare lo Shin Rogafufuken senza subire danno, e il Riflesso dell'anima, con la quale riesce a respingere la Kamehameha lanciata da Yamcha invertendone il verso e rispedendola al mittente.

### Livelli di combattimento
Con livello di combattimento (戦闘力?, sentōryoku) si indica un valore numerico che dà la misura della "forza combattiva" di un guerriero, ovvero delle sue capacità e possibilità di vittoria nella lotta. Di seguito l'evoluzione del livello di combattimento di Tenshinhan nelle varie avventure della serie:
- Durante il 22º Torneo Tenkaichi: 180[70]
- All'inizio di Dragon Ball Z: 250[28]
- Durante lo scontro con Nappa e Vegeta: 1.830[70]

## Doppiaggio
La voce storica di Tenshinhan in lingua giapponese fu Hirotaka Suzuoki. Negli episodi 82, 83 e 84 di Dragon Ball Z, la voce del personaggio venne affidata temporaneamente a Kōichi Yamadera, poiché Suzuoki era ricoverato in ospedale. Dopo la morte di Suzuoki nel 2006, la voce di Tenshinhan è stata ereditata da Hikaru Midorikawa che ha doppiato il personaggio prima in Dragon Ball Kai e successivamente in Dragon Ball Super.
In Italia, Tenshinhan è doppiato da Claudio Ridolfo nelle quattro serie principali e in tutti i film antecedenti al 2003. Oltre a Ridolfo, il personaggio è stato doppiato anche da Roberto Del Giudice nel primo doppiaggio dei film d'animazione e da Maurizio Fiorentini nei film Dragon Ball Z: La battaglia degli dei (2014) e Dragon Ball Z: La resurrezione di 'F' (2015).

## Accoglienza
Fin dalla sua prima apparizione, Tenshinhan è diventato uno dei personaggi più iconici e popolari della serie. Addirittura, secondo il sondaggio sul libro Dragon Ball Frever del 2004, è risultato essere il 16° personaggio più popolare della serie. Molti revisori sono rimasti positivamente impressionati dal primo scontro tra Goku e Tenshinhan (Theron Martin di Anime News Network, ad esempio, lo ha definito «il duello più drammatico e intenso della serie») e dalla redenzione che il personaggio compie nel corso del 22º Torneo Tenkaichi. Altri, invece, come Chris Beveridge di Mania Entertainment, hanno trovato Tenshinhan poco interessante, rammaricandosi del fatto che Akira Toriyama non gli abbia concesso il giusto spazio nella storia. Infatti, nel prosieguo del manga, Tenshinhan assume sempre più un ruolo marginale, rimanendo comunque un personaggio molto apprezzato. Sean Connolly dell'omonimo sito web ha dichiarato che Tenshinhan mostra il suo valore soprattutto nella lotta contro Cell.